# 寧辺駅
寧辺駅（ニョンビョンえき、朝鮮語: 녕변역）は、朝鮮民主主義人民共和国平安北道寧辺郡にある駅で、青年八院線に属する。 

## 隣の駅
青年八院線
下草駅 - 寧辺駅 - 八院青年駅